# Герман Будзінський
Герман (Григорій) Будзінський (1905—1995) — священник Української греко-католицької церкви, релігійний та громадський діяч.

## Життєпис
Народився 14 жовтня 1905 року в селі Перегноїв Перемишлянського повіту Королівства Галичини та Володимирії. Закінчив сільську школу, вступив до Унівської гімназії, а в 1926 році, — у торговельну школу. Працював у «Маслосоюзі».
У 1930-х рр. вступив до монастиря, де отримав чернече ім'я Герман. У 1937–1939-х рр. навчався на богословському факультеті в Папському Григоріанському університеті в Римі. Митрополит Андрей Шептицький 9 квітня 1939 року вручив Герману священичі свячення.
У 1945 році отець Герман Будзінський входив як перекладач до складу офіційної делегації УГКЦ на зустріч у Москві з урядом Радянської держави та представниками Російської Православної Церкви. У тому ж році відмовився від участі в «Ініціативній групі» з переходу УГКЦ на православ'я та від підписання православ'я. 28 травня 1945 року був заарештований. Перебував у тюрмі «на Лонцького» у Львові. Військовим трибуналом 13 березня 1946 року засуджений за статтею 54 п. 10 на 10 років каторжних робіт. Термін відбував у Воркуті, в Абезі. Там працював фельдшером, але також таємно правив Служби Божі.
Звільнений у 1956-му. Повернувся до Львова, де вів підпільне священиче служіння. Був піднаглядний КДБ. Заарештований вдруге 15 травня 1957 року. Відбував покарання у Мордовській АРСР. Достроково звільнений у 1959 році Знову повернувся до Львова. І знову був під наглядом КДБ. Знову проводив підпільні богослужіння, готував молодь до священства.
У 1982 році став одним із засновників Комітету захисту прав УГКЦ. Брав активну участь у легалізації УГКЦ.
З 1990 року перебував у монастирі студитів. Помер 3 січня 1995 року, похований на Янівському цвинтарі у Львові.